# Neochelanops fraternus
Espèce
Synonymes
- Chelanops fraternus Beier, 1964

Neochelanops fraternus est une espèce de pseudoscorpions de la famille des Chernetidae.

## Distribution
Cette espèce se rencontre au Chili et en Argentine.

## Description
Le mâle mesure 2,2 mm et la femelle 2,8 mm.

## Publication originale
- Beier, 1964 : Die Pseudoscorpioniden-Fauna Chiles. Annalen des Naturhistorischen Museums in Wien, vol. 67, p. 307-375 (texte intégral).